# Colias croceus
La mariposa Colias croceus es una especie de la familia Pieridae, que fue descrita originalmente, con el nombre de Papilo croceus, por Geoffroy Saint-Hilaire, en 1785, en París (Francia). Es muy similar a la especie denominada Colias alfacariensis.

## Descripción
Alas anteriores de color amarillo-naranja en su anverso, con fimbrias rosadas, con borde en banda negra, y una mancha negra destacada en su interior. Reverso amarillo-anaranjado uniforme, con mancha plateada. Las alas posteriores son amarillo-azufrado, con varias manchas pardas, entre las que destaca una con núcleo dorado. La hembra es muy similar al macho, con carácter general, aunque hay un morfotipo en el que el color de fondo de las alas es blanco-verdoso. Es una especie de mariposa tendente a posarse siempre con las alas cerradas.

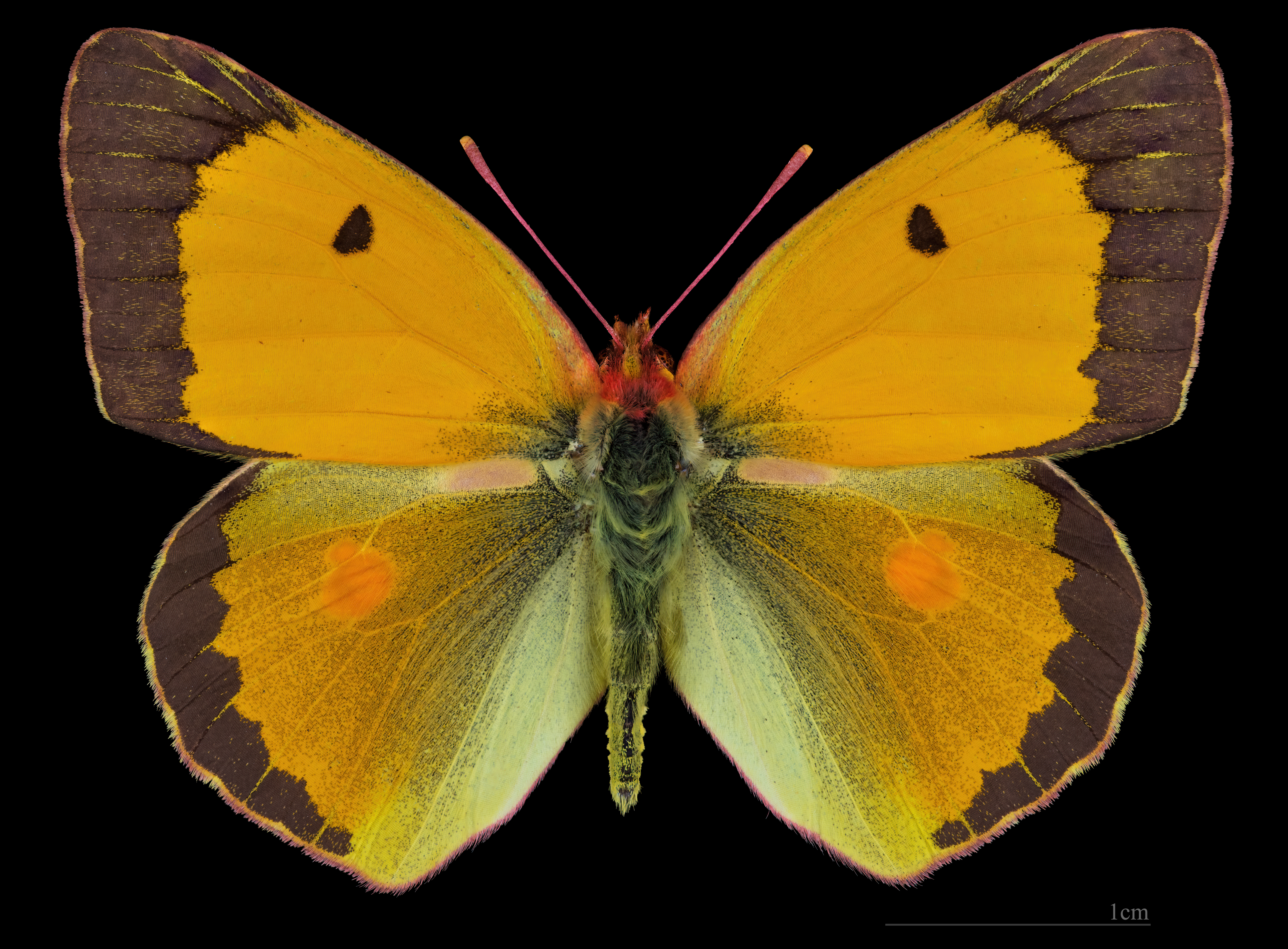
Colias croceus croceus ♂
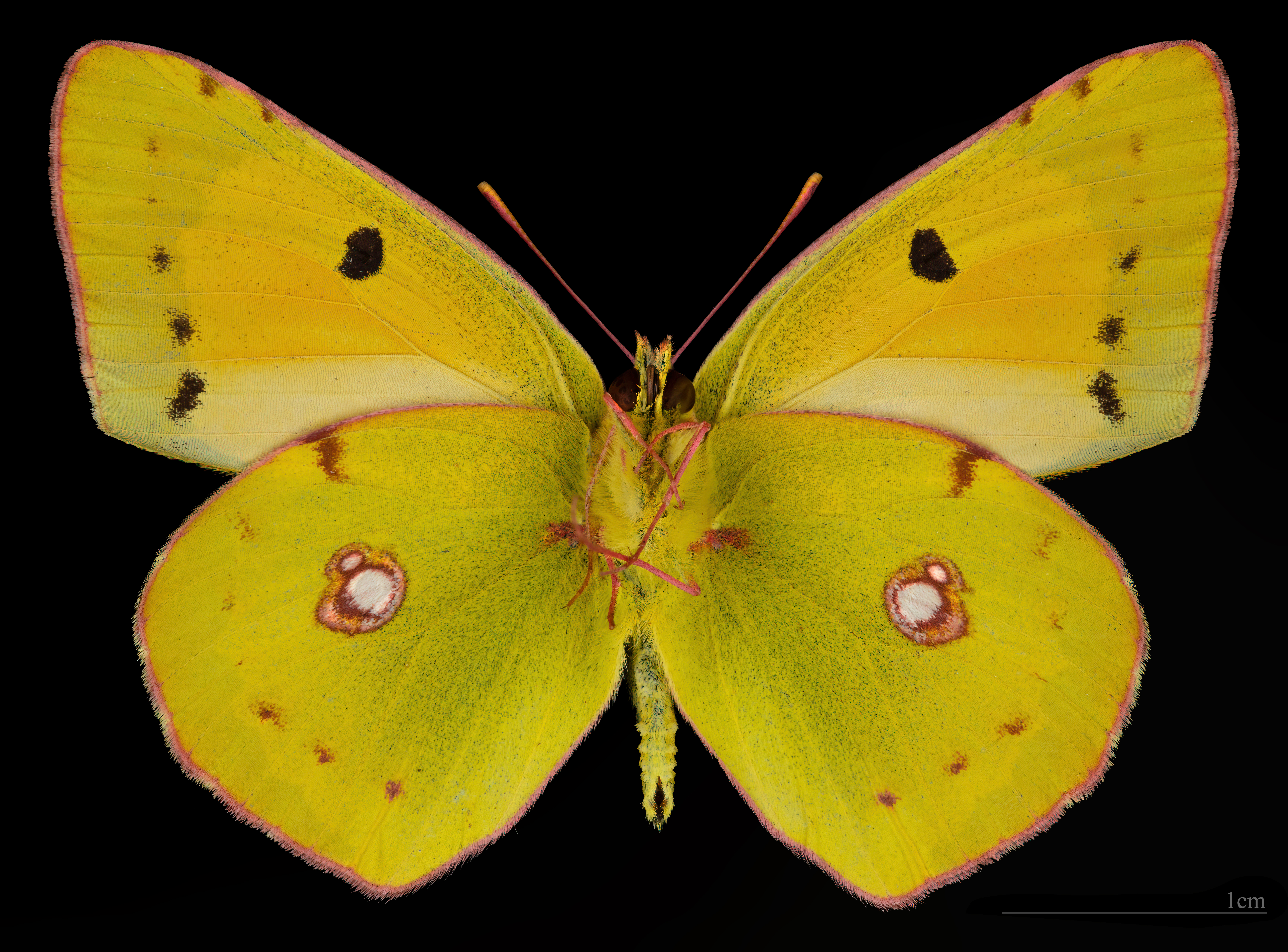
Colias croceus croceus ♂ △
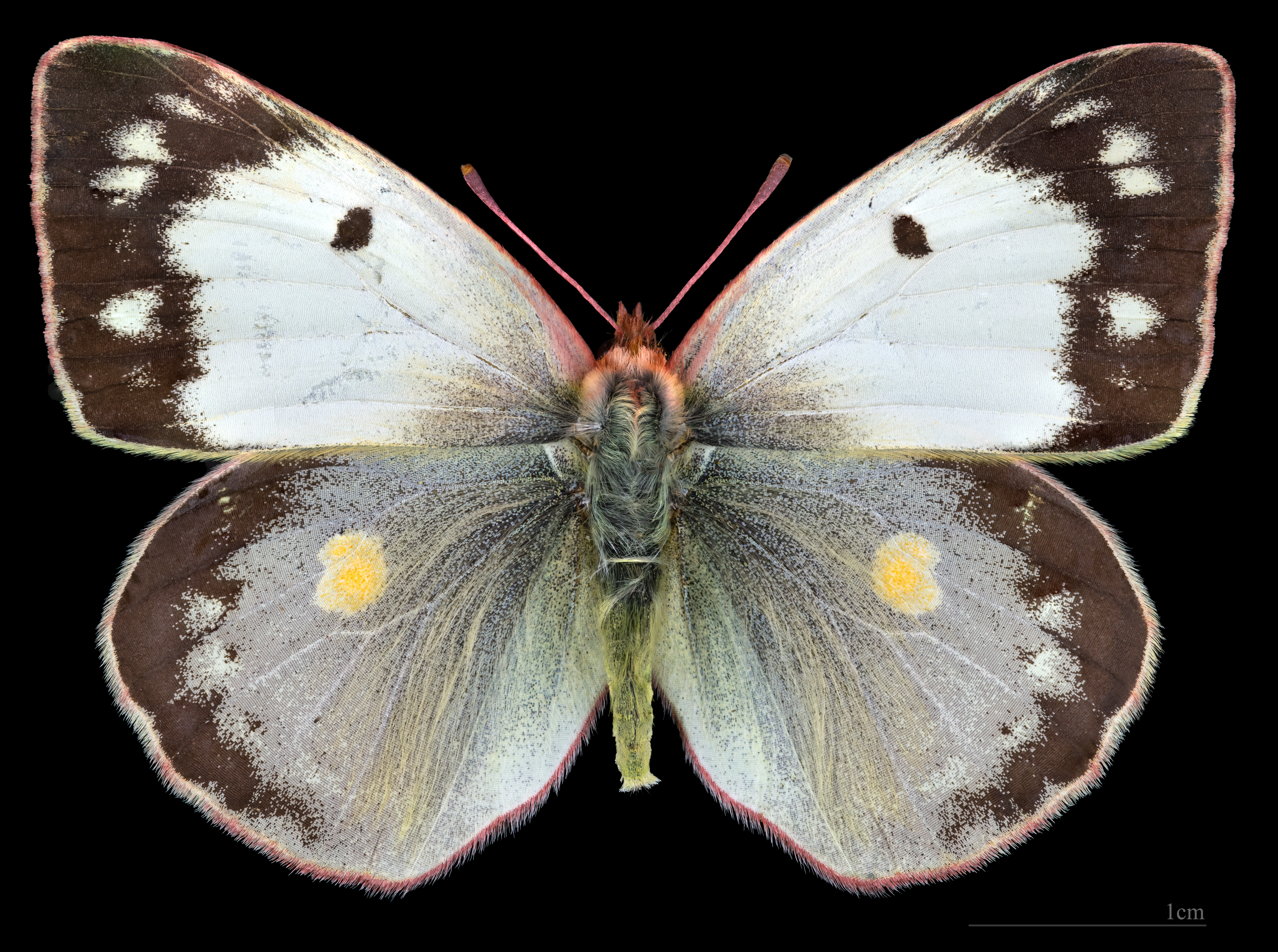
Colias croceus f. helice ♀
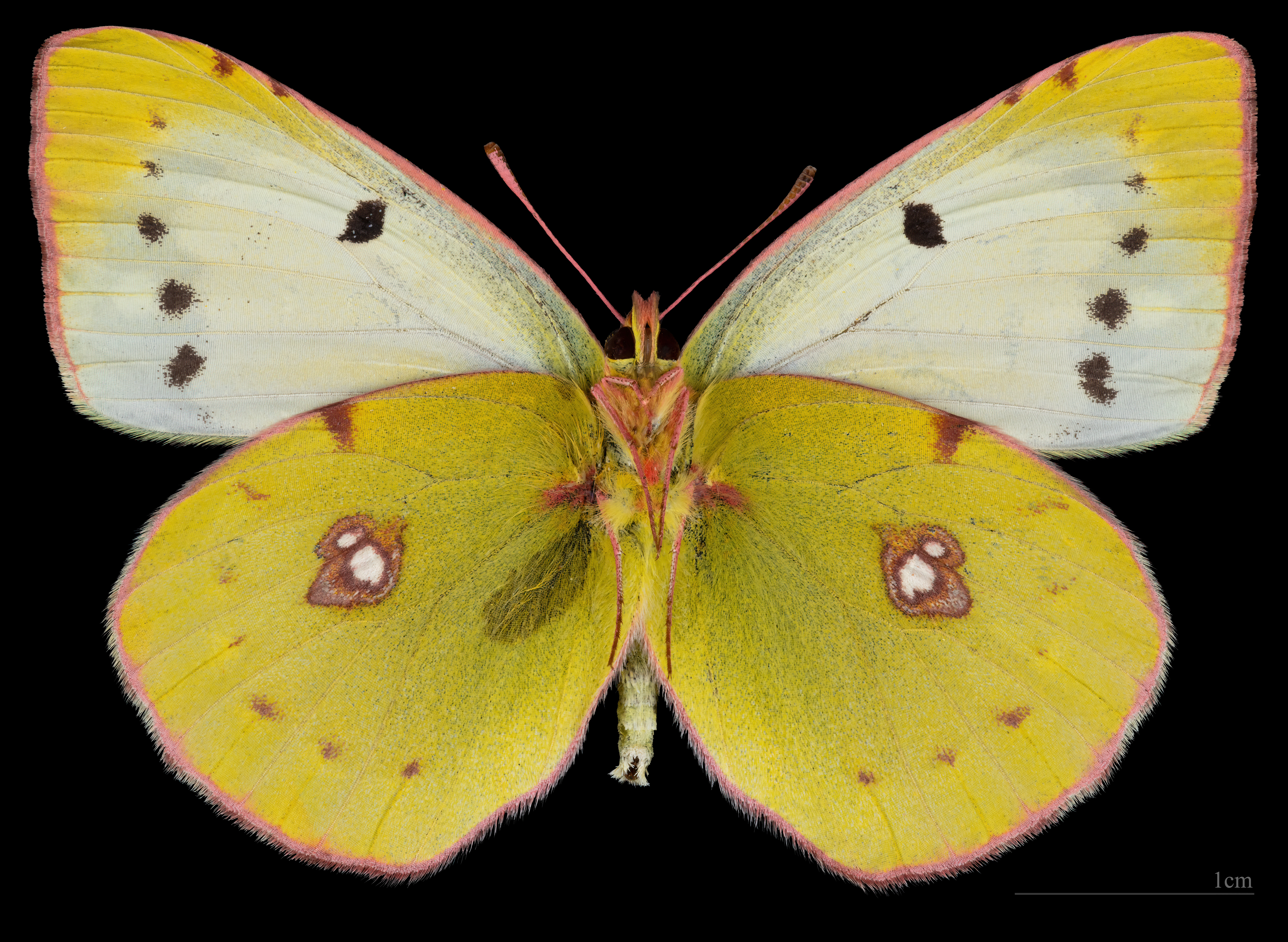
Colias croceus f. helice ♀ △

Es polivoltina, se reproduce tres o hasta cuatro veces al año (aproximadamente en abril, julio y octubre), siendo invernantes las larvas de la última generación. La puesta se realiza sobre hojas de plantas muy diversas, sobre todo Trifolium y Medicago sativa, entre otras.

## Distribución y hábitat
Es una especie extendida por toda Europa y África del norte. En España y Portugal es muy frecuente. Se extiende hasta el Asia Menor, el oeste de la India y Siberia. Es migratoria, algunos años tiene numerosas migraciones en masa en Europa, por ejemplo en los años 1877, 1947, 1983, 1992, 1994, 1996 y 2000.
Suele vivir en zonas soleadas y vegetadas, e incluso en zona de cultivo, llegando hasta cierta altura (2000 m). Solo están ausentes de zonas boscosas. Es muy usual en los macizos montañosos de tipo calizo, y menos abundantes, aunque frecuentes, en montañas más elevadas, como Sierra Nevada.